# کم سرخ
کم سرخ یک روستا در ایران است که در بخش مرکزی شهرستان شهربابک واقع شده‌است. کم سرخ ۲۶۶ نفر جمعیت دارد.